# Vidmer Mercatali
Vidmer Mercatali (Forlì, 17 maggio 1949) è un politico italiano, sindaco di Ravenna dal 1997 al 2006, oltreché senatore per il Partito Democratico dal 2006 al 2013.

## Carriera politica
La sua esperienza politica nelle istituzioni inizia con il Partito Comunista Italiano nel 1979, come assessore provinciale a Ravenna, carica che ricopre fino al 1987; cinque anni dopo viene eletto consigliere comunale sempre a Ravenna. Nel 1997 arriva l'elezione a sindaco con il Partito Democratico della Sinistra, dove succede al compagno di partito Pier Paolo D'Attorre. Mercatali viene riconfermato sindaco anche alle elezioni del 2001. 
In vista della scadenza del suo secondo mandato, alle elezioni politiche del 2006 è candidato per i Democratici di Sinistra al Senato, viene eletto ed entra a far parte del gruppo dell'Ulivo, mentre a Ravenna verrà eletto a sindaco il suo compagno di partito Fabrizio Matteucci. Con la caduta del secondo governo Prodi finisce anche la XV Legislatura: alle successive elezioni politiche del 2008 viene ricandidato ed eletto, sempre al Senato, con il Partito Democratico. Termina il proprio mandato parlamentare nel 2013.
Presidente onorario del club calcistico del Ravenna, lascia l'incarico il 5 giugno 2011 in seguito al caos scoppiato dopo lo scandalo calcio-scommesse che coinvolge anche il direttore sportivo giallorosso Giorgio Buffone e l'allenatore Leonardo Rossi.